# アクセル・D・ベッケ
アクセル・ディーター・ベッケ（Axel Dieter Becke、1953年6月10日 - ）は、ドイツ（西ドイツ）出身の物理化学者、カナダ、ダルハウジー大学の化学の教授である。分子に対する密度汎関数理論（DFT）の応用における指導的研究者である。

## 教育
西ドイツのバーデン＝ヴュルテンベルク州エスリンゲンに生まれた。クイーンズ大学に進み、B.Sc.を得た。マックマスター大学でM.Sc.とPh.D.を得た。

## 経歴
1981年から1983年まで、ベッケはダルハウジー大学のNSERC博士研究員であった。1980年代にオンタリオ州キングトンにあるクイーンズ大学で初めての教員のポストに付いた。2006年、ダルハウジー大学に移り、計算科学のKillam Chairを務めている。

## 研究
ベッケは、分子軌道計算のための非-LCAOでグリッドベースの数値的手法の開発に貢献した。また、コーン・シャム密度汎関数理論におおける交換-相関汎関数の開発（B88交換汎関数、B3LYP交換相関汎関数、B97交換相関汎関数等）とベンチマーク調査にも貢献した。ベッケは原子および分子構造の密度汎関数理論に関する引用数の多い論文で知られている。
密度汎関数理論（DFT）は元々は金属固体状態系を記述するために設計された。ベッケは、共同研究者のジョン・パデューと共に、DFTが分子の構造とエネルギーを記述するための有効なツールとなりうることを示した。ベッケは新たな水準の精度を得ることができる有益な計算技法（NUMOL）を開発した。ベッケの研究は化学と物理学の多くの分野の発展を助け、ベッケの手法は優れた精度で大きく複雑な分子系の分子特性を計算するために使われている。
ベッケは電子局在化関数の理論の開発者である。

## 受賞歴
- シュレーディンガー・メダル、WATOC、2000年
- カナダ王立協会フェロー、2006年
- 王立協会フェロー、2006年[7]
- ヘルツバーグメダル、NSERC、2015年[8]

その他:
- Canada Council Killam Prize in the Natural Sciences (2016)
- カナダ化学会メダル (2015)
- Theoretical Chemistry Award of the American Chemical Society (2014)
- Killam Research Fellow, Canada Council for the Arts (2005–2007)
- Medal of the International Academy of Quantum Molecular Science (1991)